# Giovanni Ecolampadio
Giovanni Ecolampadio alias Jo(h)annes Oecolampadius (Weinsberg, 1482 – Basilea, 24 novembre 1531) è stato un teologo, umanista e riformatore svizzero.
Il suo vero nome era Johannes Heussgen (ma spesso scritto anche come Husschyn, Hussgen, Huszgen, Hausschein). Come usuale all'epoca fra umanisti, il nome fu tradotto in una delle due lingue classiche (in questo caso il greco oikos, casa, e lampas, lampada).

## Biografia
Ecolampadio nacque a Weinsberg, città appartenente allora al Palatinato e dal 1504 al Württemberg. Sia il padre sia la madre (proveniente da Basilea) erano di buona famiglia. Studiò a Heidelberg e Bologna, e nel 1510 fu ordinato sacerdote e ottenne una parrocchia a Weinsberg. Le sue prediche, che auspicavano una riforma della Chiesa, crearono molti contrasti e lo costrinsero in seguito a lasciare la città nel 1518.
Già precedentemente, nel corso dei suoi vari soggiorni a Tubinga, Stoccarda e Heidelberg, aveva imparato la lingua ebraica ed era entrato in contatto con umanisti del calibro di Johannes Reuchlin, Filippo Melantone e Volfango Capitone. Nel 1515 a Basilea, dove aveva concluso i propri studi di teologia, aveva conosciuto anche Erasmo da Rotterdam, che aveva assistito per l'edizione del Nuovo Testamento. Dopo essersi laureato, pubblicò una grammatica della lingua greca e una serie di traduzioni dei padri della Chiesa.

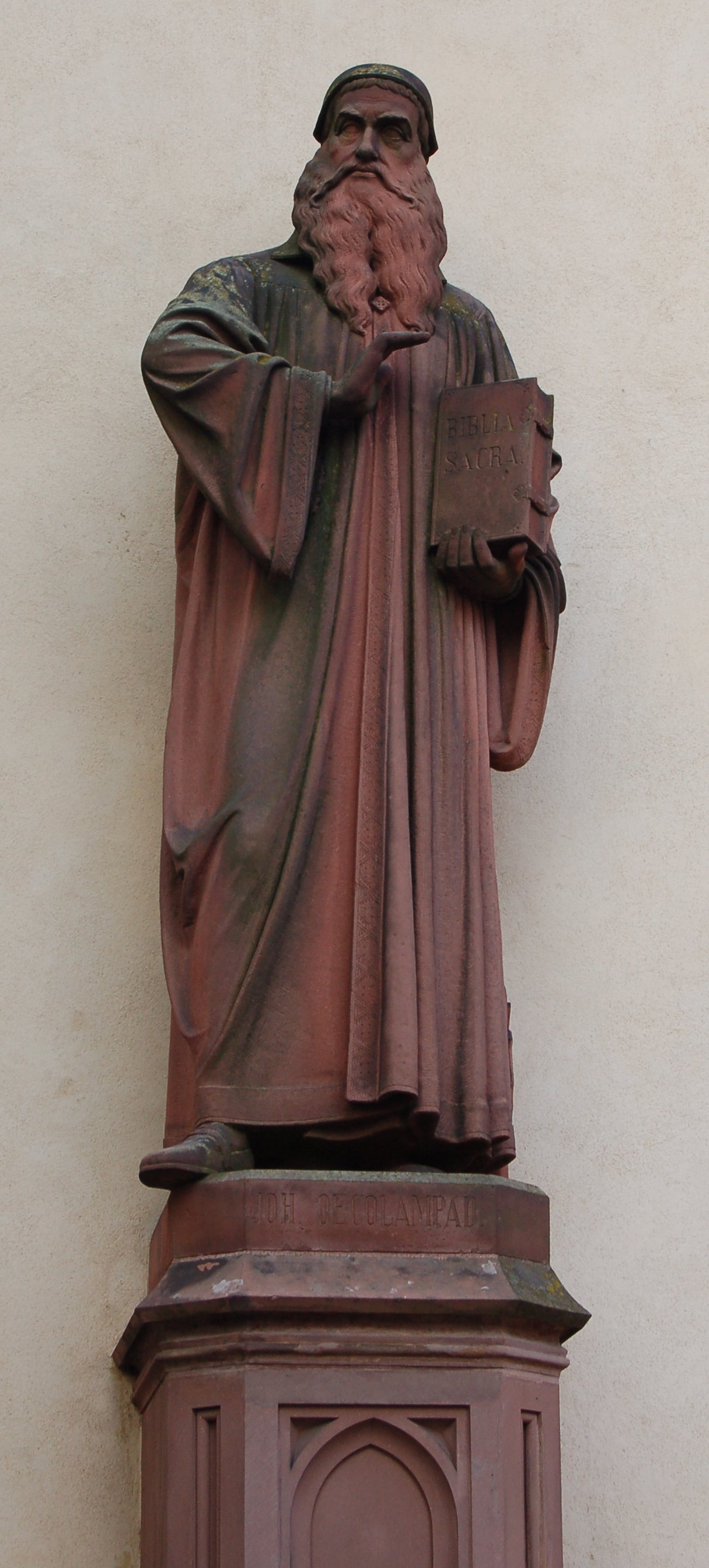
Statua di Ecolampadio presso il Duomo di Basilea

Nel 1518 fu chiamato da Volfango Capitone presso il duomo di Basilea e, poco dopo, presso quello di Augusta (Augsburg), dove si era appena tenuta la famosa disputa fra Martin Lutero e Tommaso De Vio detto il Cardinal Caetano. Fino ad allora legato alla tradizione erasmiana, Ecolampadio iniziò a studiare gli scritti di Lutero, ritirandosi in un convento. Qui continuò a dedicarsi alle traduzioni dei padri della Chiesa e aderì alla dottrina della giustificazione per sola fede. Egli rese pubblica la propria adesione alla Riforma con due scritti. Dovette lasciare il convento, diventando cappellano del castello di Franz von Sickingen, ed entrò in contrasto con Erasmo, che non aderì mai alla Riforma.
Nel 1522 si stabilì definitivamente a Basilea, dove continuò la traduzione dei padri della Chiesa. Diede lezioni pubbliche sui profeti biblici e subito dopo fu nominato professore per decisione del principe vescovo della città e, nel 1525, pastore per la parrocchia di San Martino. Da Basilea - dove godette di grande prestigio anche se non raggiunse mai la rilevanza di Ulrico Zwingli o di Calvino - restò in contatto con Zwingli, Martin Bucer e Martin Lutero. Sulla questione eucaristica si associò alla posizione di Zwingli. Nel 1526 guidò la delegazione riformata nella disputa di Baden con Johannes Eck. Sebbene Basilea restasse una sede vescovile, a causa della pressione della popolazione si giunse nel 1525 alla secolarizzazione di alcuni conventi, nel 1528 alla piena libertà di fede per i riformati e, infine, nel 1529 all'abolizione del culto cattolico.
Nel 1529 Ecolampadio sposò Wibrandis Rosenblatt, che gli diede tre figli. La donna, dopo la morte del marito, sposerà dapprima Volfango Capitone e poi Martin Bucer. Nel 1528 partecipò con Zwingli alla disputa di Berna e nel 1529 lo accompagnò ai colloqui di Marburgo. Dal 1529 divenne antistes della chiesa riformata di Basilea. Morì nel 1531, appena poche settimane dopo la morte di Zwingli. È sepolto nel Duomo di Basilea e uno dei comuni ecclesiastici del Canton Basilea Città porta il suo nome.